# جورج جاموف
جورج جاموف (بالروسية : Георгий Антонович Гамов) و[بالإنجليزية: George Gamow] هو عالم فيزياء روسي، ولد 4 مارس 1904 وتوفي في 19 أغسطس عام 1968. كان يقوم بالبحث العلمي في الفيزياء النظرية وفي علم الكون الفيزيائي. قام جاموف باكتشاف تحلل ألفا بطريق الأنفاق الكمومية وقام بأبحاث عديدة في مجال النشاط الإشعاعي لأنوية الذرات ، وتطور النجوم، وتخليق العناصر في النجوم، وتخليق النوكليدات وله بحوث في في الانفجار العظيم وفي إشعاع الخلفية الميكروني الكوني.

## نشأته ونبوغه
ولد جورج جاموف في أوديسا أثناء وجود الإمبراطورية الروسية (الآن في أوكرانيا) من أبوين من روسيا وأكرانيا. درس في جامعة أوديسا وفي جامعة سان بيترسبورج (جامعة لينين) من سنة 1923 إلى سنة 1929 وكان أستاذه ألكسندر فريدمان وتوفي فريدمان عام 1925. وكان من ضمن زملائه ليف لانداو وديمتري إيفانينكو واهتموا بميكانيكا الكم.
ثم التحق بجامعة غوتنغن في ألمانيا لمواصلة دراسة ميكانيكا الكم وكان موضوع رسالته للدكتوراه دراسة النواة الذرية. وعمل في معهد نيلس بور للفيزياء النظرية في جامعة كوبنهاغن، ثم عمل مع إرنست رذرفورد في معمل كافندش الشهير في كامبريدج. وواصل دراسة النواة الذرية واقترح نموذج القطرة للنواة الذرية.

## انجازاته العلمية في الولايات المتحدة
بعد عمله مع نيلز بوهر ثم مع ارنست رذرفورد اختير للتدريس في واشنطن وجامعة بولدر، كولوراو وتقام بتطوير نموذجه عن النواة الذرية . وقام بتأليف عدة أبحاث عن تحلل ألفا للنواة الذرية والأنفاق الكمومية وتفاعل الاندماج النووي .
وكذلك عن نشأة النجوم وتخليق العناصر وشارك بمجهوده في  نظرية ألفر-بيته-جاموف  وله أبحاث عن تحلل بيتا نالت أنتباه المجتمع العلمي . وجورج جاموف هو أحد مؤسسي نظرية الانفجار العظيم وتمدد الكون وقدم عام 1948 دراسة عن نشأة الكون في حالة أولية شديدة السخونة .

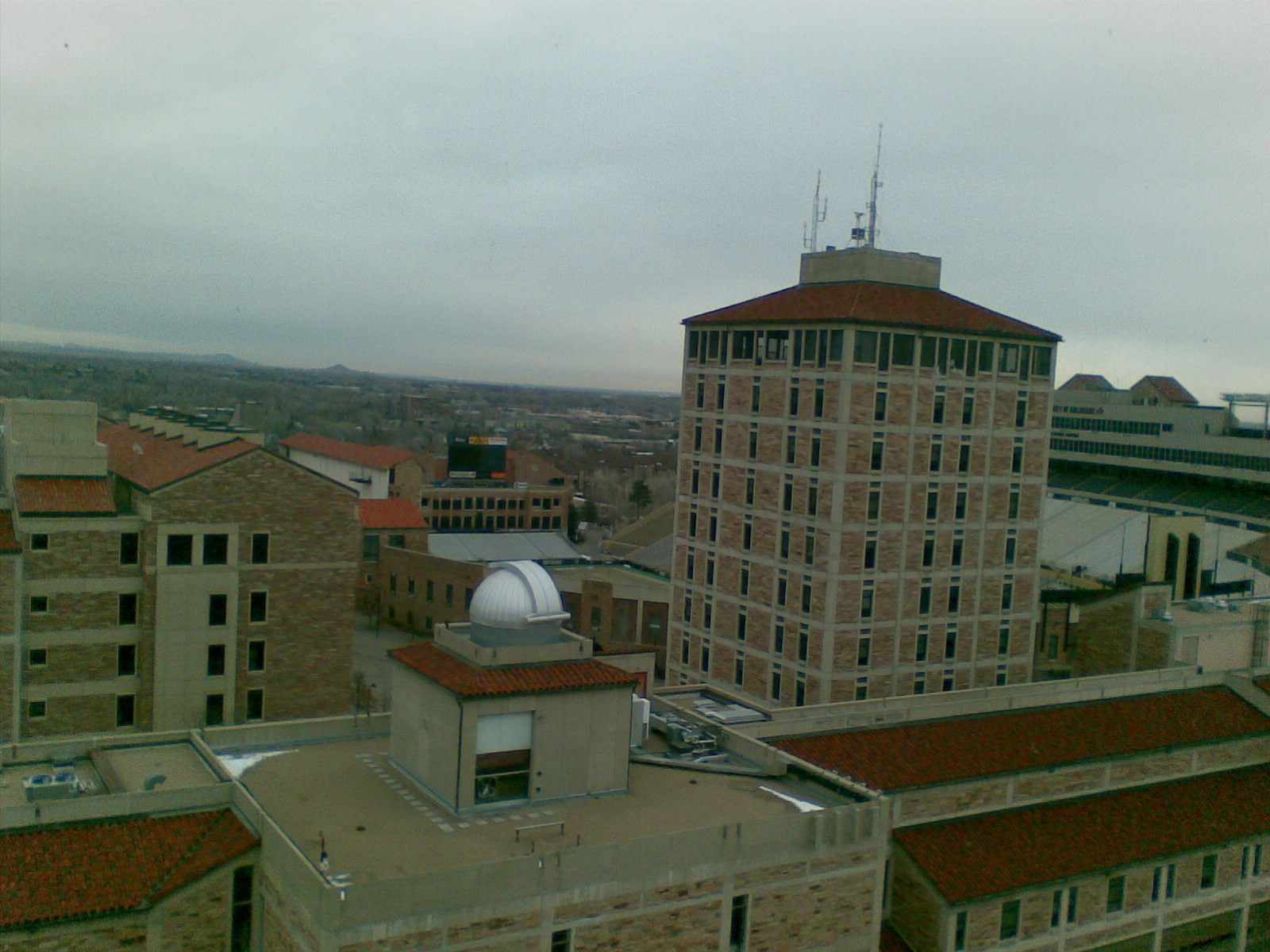
برج جورج جاموف بجامعة كولورادو.

وعلاوة على ذلك فهو أحد مؤسسي نادي „RNA Tie Club“ الذي اهتم بفك طلاسم الرنا ، وكان ينتمي إلى تلك المجموعة علماء بارزيل مثل فرانسيس كريك وجيمس واتسون مكتشفي البناء الإهليجي للدنا والفيزيائي ريتشارد فاينمان .
ظل جورج جاموف يعمل استا للفيزياء بجامعة جورج واشنطن حتى عام 1954 ، قم عمل بجامعة كاليفورنيا، بيركلي 1954 وجامعة كولورادو بمدينة بولدر 1956 - 1968 .
توفي في 19 أعسطس 1968 عن عمر 64 سنة ودفن في مقبرة التلال الخضراء في كولورادو . وبنت جامعة كلورادو له برجا في قسم الفيزياء سمي باسمه .

## روابط خارجية
- جورج جاموف على موقع الموسوعة البريطانية (الإنجليزية)
- جورج جاموف على موقع إن إن دي بي (الإنجليزية)